# Maylana Martin
Maylana Lynn Martin (Honolulu, Hawaii, 1978. április 17. –) amerikai kosárlabdázó és kosárlabdaedző.

## Játékosként
Dél-Kaliforniában nőtt fel, ahol a Perrisi Középiskolában az atlétika-, kosárlabda- és röplabdacsapatok játékosa volt. 2000-ben szerzett diplomát a UCLA-n, majd a WNBA-beli Minnesota Lynx játékosa lett.
2002-ben Erin Buescherrel együtt Shaunzinski Gortmanért elcserélték a Charlotte Stinggel, azonban az edzőtáborban szerzett sérülése miatt utóbbi csapat a cserétől elállt.

## Edzőként
2003–2004-ben a Portland Pilots, 2004 és 2008 között a UCLA Bruins, 2008 és 2010 között pedig a Pepperdine Waves nőikosárlabda-csapatainak edzőhelyettese volt.
Később a Pac-12 Network elemzője lett.

## USA Basketball
Az 1996. augusztus–szeptemberben a mexikói Chetumalban tartott kosárlabda-világbajnokságon a junior (ma U19-es) nemzeti válogatott tagjaként vett részt. A csapat Brazília ellen kikapott, így ezüstérmes lett.
A brazíliai Natalban rendezett 1997-es FIBA-kupa nyitómérkőzésén 24 pontjával legyőzték Japánt, majd Ausztrália ellen kikaptak. Legyőzték Kubát és a korábban veretlen Oroszországot, majd a döntőben 78–74-gyel nyertek Ausztrália ellen, ezzel az USA megnyerte első junior világbajnoksági érmét.

## Családja
Férje Rome Douglas, a USC Trojans amerikaifutball-játékosa. Négy gyermekük született.

## Statisztika

### WNBA
| Év        | Csapat         | GP | GS | MPG  | FG%  | 3P%  | FT%  | RPG | APG | SPG | BPG | TO  | PPG |
| --------- | -------------- | -- | -- | ---- | ---- | ---- | ---- | --- | --- | --- | --- | --- | --- |
| 2000      | Minnesota Lynx | 30 | 13 | 15,2 | .458 | .263 | .594 | 2,2 | 0,7 | 0,6 | 0,4 | 1   | 4,4 |
| 2001      | Minnesota Lynx | 31 | 12 | 15,9 | .340 | .333 | .613 | 2,8 | 0,6 | 0,5 | 0,5 | 1,2 | 3,1 |
| Összesen: | Összesen:      | 61 | 25 | 15,6 | .403 | .297 | .603 | 2,5 | 0,7 | 0,6 | 0,5 | 1,1 | 3,7 |

### UCLA
| Szezon    | Csapat      | GP  | Pontok | FG%  | 3P%  | FT%  | RPG | APG | SPG | BPG | PPG  |
| --------- | ----------- | --- | ------ | ---- | ---- | ---- | --- | --- | --- | --- | ---- |
| 1996–97   | UCLA Bruins | 27  | 484    | .559 | .000 | .747 | 6,5 | 1,3 | 2,4 | 0,4 | 17,9 |
| 1997–98   | UCLA Bruins | 29  | 546    | .536 | .000 | .720 | 7,4 | 1,1 | 1,5 | 0,8 | 18,8 |
| 1998–99   | UCLA Bruins | 31  | 565    | .541 | .333 | .713 | 9,4 | 2   | 2,4 | 0,7 | 18,2 |
| 1999–00   | UCLA Bruins | 29  | 506    | .547 | .000 | .585 | 8,7 | 1,7 | 1,9 | 1,3 | 17,4 |
| Összesen: | Összesen:   | 116 | 2101   | .545 | .143 | .690 | 8,1 | 1,5 | 2   | 0,8 | 18,1 |

## Fordítás
- Ez a szócikk részben vagy egészben  a   Maylana Martin című angol Wikipédia-szócikk ezen változatának fordításán alapul.  Az eredeti cikk szerkesztőit annak laptörténete sorolja fel. Ez a jelzés csupán a megfogalmazás eredetét és a szerzői jogokat jelzi, nem szolgál a cikkben szereplő információk forrásmegjelöléseként.